# Епархия Данидина
 Епархия Данидина  (лат. Dioecesis Dunedinensis) — епархия Римско-Католической церкви с центром в городе Данидина, Новая Зеландия. Епархия Данидина входит в митрополию Веллингтона. Кафедральным собором епархии Данидина является собор святого Иосифа.

## История
26 ноября 1869 года Римский папа Пий XI выпустил бреве «Summi Apostolatus», которым учредил епархию Дандина, выделив её из епархии Веллингтона (сегодня — арихиепархия). Первоначально епархия Данидина подчинялась непосредственно Святому Престолу.
10 мая 1887 года епархия Данидина вошла в митрополию Веллингтона.

## Ординарии епархии
- епископ Patrick Moran (3.12.1869 — 22.05.1895);
- епископ Michael Verdon (24.01.1896 — 22.11.1918);
- епископ James Whyte (22.04.1920 — 26.12.1957);
- епископ John Patrick Kavanagh (26.12.1957 — 10.07.1985);
- епископ Leonard Anthony Boyle (10.07.1985 — 24.05.2004);
- епископ Colin David Campbell (24.05.2004 — по настоящее время).

## Источник
- Annuario Pontificio, Libreria Editrice Vaticana, Città del Vaticano, 2003, ISBN 88-209-7422-3
- Бреве Summi Apostolatus/ Pii IX Pontificis Maximi Acta. Pars prima, Vol. V, Romae 1871, p. 79  (лат.)